# Papa Joan II
Joan II (Roma, ? - Roma, 8 de maig del 535), de nom Mercurius, va esdevenir Papa el 2 de gener del 533. Va ser el primer a adoptar un nou nom en ser elevat a Papa, sent el seu nom el d'una divinitat pagana. Va intentar independitzar-se d'Atalaric, rei dels Ostrogots, mitjançant la confimació del decret contra la simonia (compravenda de càrrecs eclesiàstics).